# صموئيل ستيوارد
صموئيل ستيوارد (بالإنجليزية: Samuel Steward)‏ (23 يوليو 1909، أوهايو في الولايات المتحدة - 31 ديسمبر 1993، بيركيلي في الولايات المتحدة)؛ كاتِب ومؤلِّف، شاعر، أستاذ جامعي وروائي أمريكي. درس في جامعة ولاية أوهايو.

## روابط خارجية
- صموئيل ستيوارد على موقع IMDb (الإنجليزية)